# Warren Murphy
Warren Burton Murphy (* 13. September 1933 in Jersey City, New Jersey; † 4. September 2015 in Virginia Beach, Virginia) war ein US-amerikanischer Reporter, Schriftsteller und Drehbuchautor.

## Leben
Am bekanntesten wurde Murphy als Co-Autor der „The Destroyer“-Serie, die als Grundlage für den Film „Remo – unbewaffnet und gefährlich“ diente. Er arbeitete als Reporter und Herausgeber und nach dem Dienst im Koreakrieg war er Assistenzprofessor am Moravian College in Bethlehem, Pennsylvania, und betätigte sich auch politisch.
Murphy schrieb auch das Drehbuch für „Brennpunkt L.A.“. Er ist der Autor der Serien Trace und Digger. Zwei Bücher einer geplanten Trilogie, die sich um den Charakter „The Grandmaster“ (Der Großmeister) drehen, schrieb er gemeinsam mit Molly Cochran. Mit ihr zusammen schrieb Murphy auch die Beiträge zu Forever King sowie mehrere unter dem Namen Dev Stryker erschienene Romane. Einige seiner allein verfassten Romane sind Jericho Day, The Red Moon, The Ceiling of Hell, The Sure Thing und Honor Among Thieves.
2002 gründete Murphy seinen eigenen Verlag Ballybunion, um darin die Spin-off-Bücher zu The Destroyer herauszugeben. Ballybunion hat das The Assassin's Handbook (Handbuch des Meuchelmörders), sowie weitere Werke neugedruckt: The Assassin's Handbook 2 (Handbuch des Meuchelmörders 2), „The Movie That Never Was“ („Der Film den es nie gab“, ein von Murphy zusammen mit Richard Sapir geschriebenes Drehbuch zu einem nie realisierten „The Destroyer“-Film), „The Way of the Assassin (the wisdom of Chiun)“ („Der Weg des Meuchelmörders (die Weisheit von Chiun)“) und New Blood („Neues Blut“), eine Sammlung von Fans der Reihe verfasster Kurzgeschichten. Murphy war Mitglied des Mystery Writers of America sowie weiterer Schriftsteller-Verbände.
Murphy war von 1988 bis 2002 mit Nancy Cartwright verheiratet, mit der er zwei Kinder hatte.